# Mirai Aoshima
Pour les articles homonymes, voir Aoshima.
Mirai Aoshima est un joueur de shōgi professionnel japonais né le 27 février 1995 à Mishima dans la préfecture de Shizuoka. Classé 6e dan au shogi, il est également double champion du japon d'échecs (2019 et 2022).
Au 1er décembre 2023, il est le deuxième joueur japonais d'échecs avec un classement Elo de 2 367 points.

## Biographie et carrière
Daichi Sasaki est né en février 1995 à Mishima (Shizuoka).
Il est devenu joueur professionnel de shogi avec un classement de 4e dan en avril 2015 et  a été classé 6e dan à partir de juin 2020. Il a remporté le prix de la fédération japonaise de shogi pour le meilleur pourcentage de victoires (42 victoires pour 14 défaites) et le prix pour le plus grand nombre (12) de victoires consécutives en 2016. En 2017, il s'est qualifié pour le tournoi final (principal) du Ryuo.
En 2017,  il s'est qualifié pour la demi-finale du 66e Oza 2017-2018 et a perdu face à Takuya Nagase.
En 2019, il remporte le championnat de Tokyo d'échecs et le championnat du Japon d'échecs. Il remporte à nouveau le championnat du Japon d'échecs en 2022.